# BIM-018
BIM-018は、JWH-018のベンゾイミダゾール類似体である合成カンナビノイドである。CB2受容体の強力なアゴニストであると推定され、デザイナードラッグとしてネット上で販売されている。
関連するベンゾイミダゾール誘導体は、CB2受容体に対して高選択的なアゴニストであることが報告されている。